# Distretto di Rahouia
Il distretto di Rahouia è un distretto della provincia di Tiaret, in Algeria.

## Comuni
Il distretto di Rahouia comprende 2 comuni:
- Rahouia
- Guertoufa